# Paska (gastronomia ucraina)
La paska è un pane dolce pasquale ucraino diffuso nei paesi di religione ortodossa o con forti legami culturali con l'antico Impero bizantino. Viene anche consumata negli Stati Uniti, dove sono radicati immigrati provenienti dall'Europa orientale.

## Etimologia
Il termine páska, o paskha, è una traslitterazione di паска, ovvero "pasqua" in lingua russa o nelle lingue dell'Ucraina. Tali termini condividono la stessa radice con il greco antico πάσκα e il georgiano პასკა, che deriva dai credenti ortodossi dell'Impero bizantino. Il nome è collegato alla festa ebraica di Pesach.

## Caratteristische
La paska è un pane dolce rotondo, simile al panettone italiano, composto da latte, burro, uova, farina e zucchero e ricoperto da una glassa a base di acqua e uova. Altre versioni della paska sono a base di cioccolato, riso o miscele salate a base di formaggio e possono contenere ciliegie al maraschino. Il dolce ha connotati simbolici cristiani come conferma la presenza di croci di cui è inciso.
La paska non va confusa con la paskha, un dolce russo a base di formaggio di forma piramidale e con la pască, dessert rumeno e moldavo con crema dolce, ricotta e/o panna acida, uova, zucchero, uvetta e rum.. Molto simile alla paska è la pasimata tipica di alcune zone della provincia di Lucca.